# 御崎真美
御崎 真美（みさき まみ、4月24日 - ）は、日本の女性声優。大阪府大阪市出身。RME所属。

## 人物
以前はケッケコーポレーション、同人舎プロダクションに所属していた。
方言は大阪弁。
趣味はカルト映画鑑賞。

## 出演作品

### テレビアニメ
- アイアンキッド（ナレーション）
- 幻影闘士バストフレモン（見習巫女、女性アナ、ローズ、女性、お母さん）
- KNDハチャメチャ大作戦（ナンバー12）
- ドールズフロントライン（2022年、FF FN49）

### 吹き替え
- ジャスト・ア・ヒーロー（ヤン）
- エターナル 奇蹟の出会い（テールボーン）
- チャイニーズ・フェアリー・ストーリー（シュウシュウ）
- 惑星戦記ナイデニオン（パーキンス）
- 死霊のいけにえ2（ソニア）
- F.B. EYE
- 冒険野郎マクガイバー（ママ・ロレイン）
- THE CLOSER　クローザー
- WITHOUT A TRACE FBI 失踪者を追え!　（リディア、ジェニー）
- 新・王子と少年（校長）

### ゲーム
- 武装百姫（小野里 祐）
- 教科書タイピングアドベンチャー（女神）
- ドールズフロントライン(FF FN49)

### ドラマCD
- Edge（前田鏡）
- セイント・ビースト
- 華と龍（沢田紫乃）

### ナレーション
- 衛星中立放送パンドレッタ
- 愛に恋
- 努くん
- ビ〜チ9
- マイカーで海外!
- 全国秘境駅ファイル
- 恋とニュースのつくり方 特別試写会

### ボイスオーバー
- アニマルプラネット
  - モンキービジネス
- ディスカバリーチャンネル
  - 中世トーナメントの研究
  - ショッピングの科学
  - 世界の結婚式
  - アトキンス式ダイエット
- LaLa TV
  - スーパーナニー

### CM
- アイ・キューピット
- NTT西日本
- ワコール
- パルシステム
- サントリー